# NGC 1587
NGC 1587 ist eine elliptische Galaxie vom Hubble-Typ E2 im Sternbild Stier auf der Ekliptik. Sie ist schätzungsweise 162 Millionen Lichtjahre von der Milchstraße entfernt und hat einen Durchmesser von etwa 70.000 Lichtjahren. Gemeinsam mit NGC 1588 bildet sie das isolierte und wechselwirkende Galaxienpaar KPG 99 oder Holm 76.
Im selben Himmelsareal befinden sich u. a. die Galaxien NGC 1586, NGC 1589 und NGC 1593.
Das Objekt wurde am 19. Dezember 1783 von Wilhelm Herschel entdeckt.